# Melanocetus eustalus
Melanocetus eustalus is een straalvinnige vissensoort uit de familie van de hengelaarvissen (Melanocetidae). De wetenschappelijke naam van de soort is voor het eerst geldig gepubliceerd in 1980 door Pietsch & Van Duzer.